# Valentinčič
Valentinčič je slovenski priimek.

## Znani nosilci priimka
- Albin Valentinčič (1900–1989), član organizacije TIGR in sodelovec NOB
- Aljoša Valentinčič, ekonomist, univ. profesor
- Alojz Valentinčič (1906–1986), uradnik in član organizacije TIGR
- Davorin Valentinčič (*1949), ekonomist in politik
- Dejan Valentinčič (*1987), pravnik, publicist, politik (državni sekretar za Slovence v zamejstvu in po svetu), strokovnjak za manjšine
- Emil Valentinčič (1947–1985), kulturni delavec
- Helena Valentinčič (1938–2024), TV prevajalka (podnaslavljanje)
- Ignacij Valentinčič (1867–1946), rimskokatoliški duhovnik, dekan in stolni kanonik
- Ignacij Valentinčič, politični delavec, organizator ljubljanskih mestnih podjetij
- Janez Valentinčič (1904–1994), arhitekt, risar, univ. profesor (FA)
- Joško Valentinčič (*1971), strojnik, laborant
- Jože Valentinčič (1926–2013), pedagog, andragog
- Jože Valentinčič (1913–1976), gradbenik, gospodarstvenik, športni organizator
- Jožef Valentinčič (1915–1989), zdravnik, član organizacije TIGR
- Lucija Valentinčič (*1972), zborovodkinja
- Meta Vesel Valentinčič (*1951), pravnica in političarka
- Metka Valentinčič Budihna (*1937), biokemičarka, univ. profesorica
- Milica Valentinčič-Petrović (1900–1965), mikrobiologinja in parazitologinja, univ. profesorica
- Nadja Valentinčič Furlan, etnologinja/kulturna antropologinja, cineastka, muzealka
- Polonca Valentinčič, kostumografka
- Sandi Valentinčič (*1967), nogometaš
- Savo Valentinčič (*1950), slikar, likovni umetnik
- Slobodan Valentinčič, novinar
- Stane Valentinčič (1913–1995), veterinar, zoohigienik, univ. profesor
- Špelka Valentinčič Jurkovič (1931–2021), arhitektka, konservartorka
- Tine (Borut) Valentinčič (*1946), biolog, univ. profesor